# 瓦爾拉姆四世 (拿騷-威斯巴登-伊德施泰因)
瓦爾拉姆四世（德語：Walram IV.，1354年—1393年11月7日），拿騷-威斯巴登-伊德施泰因伯爵，阿道夫一世之子，1386年至1393年在位。

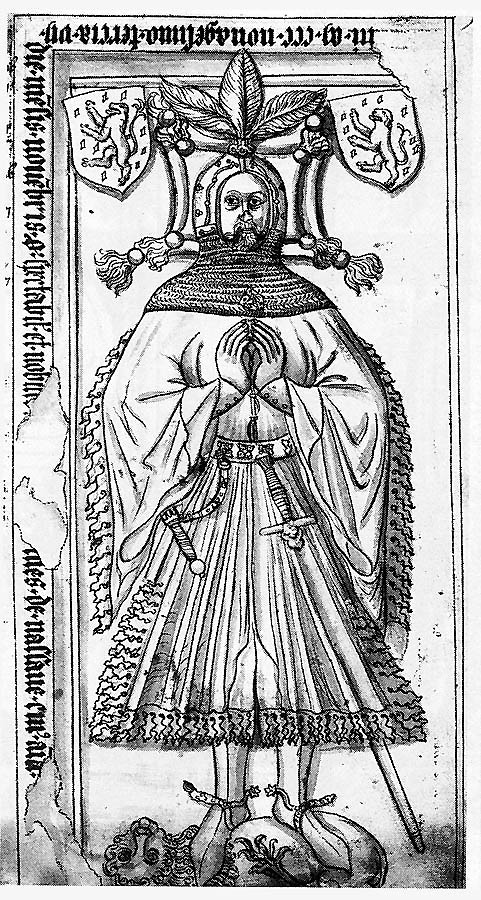
瓦爾拉姆四世

## 家庭
1374年，瓦爾拉姆四世與維斯特堡的伯莎（Bertha von Westerburg）結婚，兩人共有1子1女：
1. 瑪格麗特（1380年—1432年），瓦爾德克伯爵夫人
2. 阿道夫二世（1386年—1426年）